# 이사무 노구치
이사무 노구치(영어: Isamu Noguchi, 일본어: 野口 勇 노구치 이사무[*], 1904년 11월 17일 ~ 1988년 12월 30일)는 미국 로스앤젤레스에서 태어난 조각가, 인테리어 디자이너, 조경사이다. 일본계 미국인이다. 아버지는 아이치현 출신의 일본의 시인이자 게이오 대학 교수 노구치 요네지로이며, 어머니는 미국의 작가이자 교사 레오니 길모어이다. 

## 생애
이사무 노구치는 1904년 11월 17일 미국 로스앤젤레스에서 일본인 아버지인 노구치 요네지로와 미국인 어머니인 레오니 길모어 사이에서 태어났다. 요네지로는 시인이자 게이오대학교 교수였고, 레오니는 작가이자 교사였다.
유학생이었던 요네지로는 이사무가 태어나기 전 일본으로 돌아갔다. 몇 년 후 레오니는 두 살배기 어린 이사무를 데리고 일본으로 건너갔다. 그러나 요네지로는 이미 다른 일본인 여성과 혼인하여 살고 있었다.
일본에서 이사무는 어머니와 단 둘이 살면서 외로운 유년시절을 보냈다. 서양인 같은 외모때문에 어딜 가나 낯선 시선을 받았고, 어린 이사무는 또래들과 어울리는 대신 나무를 깎거나, 돌을 주워다 자신만의 정원을 꾸미면서 혼자 놀았다. 
어머니는 이사무가 이대로 일본에서 자라서는 안 될 것이라고 생각했다. 유럽에서는 제1차 세계 대전이 발발했고, 군국주의 일본은 동북아시아의 패권을 차지하기 위해 이웃 나라들과 전쟁을 벌이고 있었기에 이사무가 징집될 나이가 되기 전에 미국으로 보내기로 결심했다. 
이에 이사무는 12살의 나이에 혼자 미국행 배를 탔고, 인디애나 주에서 유학생으로 청소년 시절을 보냈다. 이사무의 미국 이름은 '이사무'를 줄이고, 어머니의 성을 붙인 샘 길모어(Sam Gilmour)였다. 
학업 성적이 우수했던 이사무는 컬럼비아대학교 의예과에 입학했다. 그런데 학교에 다니면서 조각에 관심을 갖기 시작했고, 다빈치 예술학교의 야간 수업을 듣고는 조각가가 되기로 결심하고는 대학교를 중퇴했다. 
늦게 시작한 조각이었지만 두각을 나타냈던�그는 1927년 구겐하임 장학생으로 선발되었고, 프랑스 파리로 유학 가서 현대 조각의 대가인 콘스탄틴 브랑쿠시(Constantin Brancusi)의 스튜디오에서 도제 생활을 했다.
이후 전세계를 여행하며 자신만의 예술 세계를 구축해나간 이사무 노구치는 1930년대 후반 미국으로 돌아가 뉴욕에서 조각가로 이름을 알리기 시작했다.
그런데 1941년 일본이 미국 진주만을 공습하면서 태평양전쟁이 발발했다. 이사무는 일본인을 향한 미국인들의 따가운 시선을 피해 스스로 포썸의 일본인 수용소에 입소했고, 그곳에서 작품 활동을 하는 동시에 일본계 미국인들과의 연대를 하려고 했다. 하지만 수용소 내의 일본인들은 이사무가 미군의 스파이활동을 한다고 의심했고, 논란이 커지자 수용소측은 이사무를 퇴소시켰다.

## 관련 저작
- 《달팽이 - 빛을 조각한 예술가 이사무 노구치》

에밀리 휴즈 지음 | 윤지원 옮김 | 지양어린이 | 2024년 1월 10일 | 88쪽 | 판형 249*287mm | ISBN : 978-89-8309-7392

## 같이 보기
- 노구치 미술관